# هوانغ هونج
هوانغ هونج (1980 - ) (بالصينية: 黄红) هي لاعبة كرة يد صينية. شاركت في الألعاب الأولمبية الصيفية 2008.

## وصلات خارجية
- هوانغ هونج على موقع أوليمبيديا (الإنجليزية)
- هوانغ هونج على موقع اللجنة الأولمبية الصينية (الإنجليزية)